# Manises
Manises é um município da Espanha na província de Valência, Comunidade Valenciana. Tem 19,6 km² de área e em 2021 tinha 31 287 habitantes (densidade: 1 596,3 hab./km²).

## Demografia
| Variação demográfica do município entre 1991 e 2004[carece de fontes?] | Variação demográfica do município entre 1991 e 2004[carece de fontes?] | Variação demográfica do município entre 1991 e 2004[carece de fontes?] | Variação demográfica do município entre 1991 e 2004[carece de fontes?] |
| ---------------------------------------------------------------------- | ---------------------------------------------------------------------- | ---------------------------------------------------------------------- | ---------------------------------------------------------------------- |
| 1991                                                                   | 1996                                                                   | 2001                                                                   | 2004                                                                   |
| 24530                                                                  | 25170                                                                  | 25685                                                                  | 28040                                                                  |